# Aspades
Aspades is een geslacht van vlinders van de familie tastermotten (Gelechiidae).

## Soorten
- A. armatovalva (Janse, 1963)
- A. hutchinsonella (Walsingham, 1891)
- A. luteomaculata Bidzilya & Mey, 2011